# 坦達省
7°48′N 3°10′W / 7.800°N 3.167°W

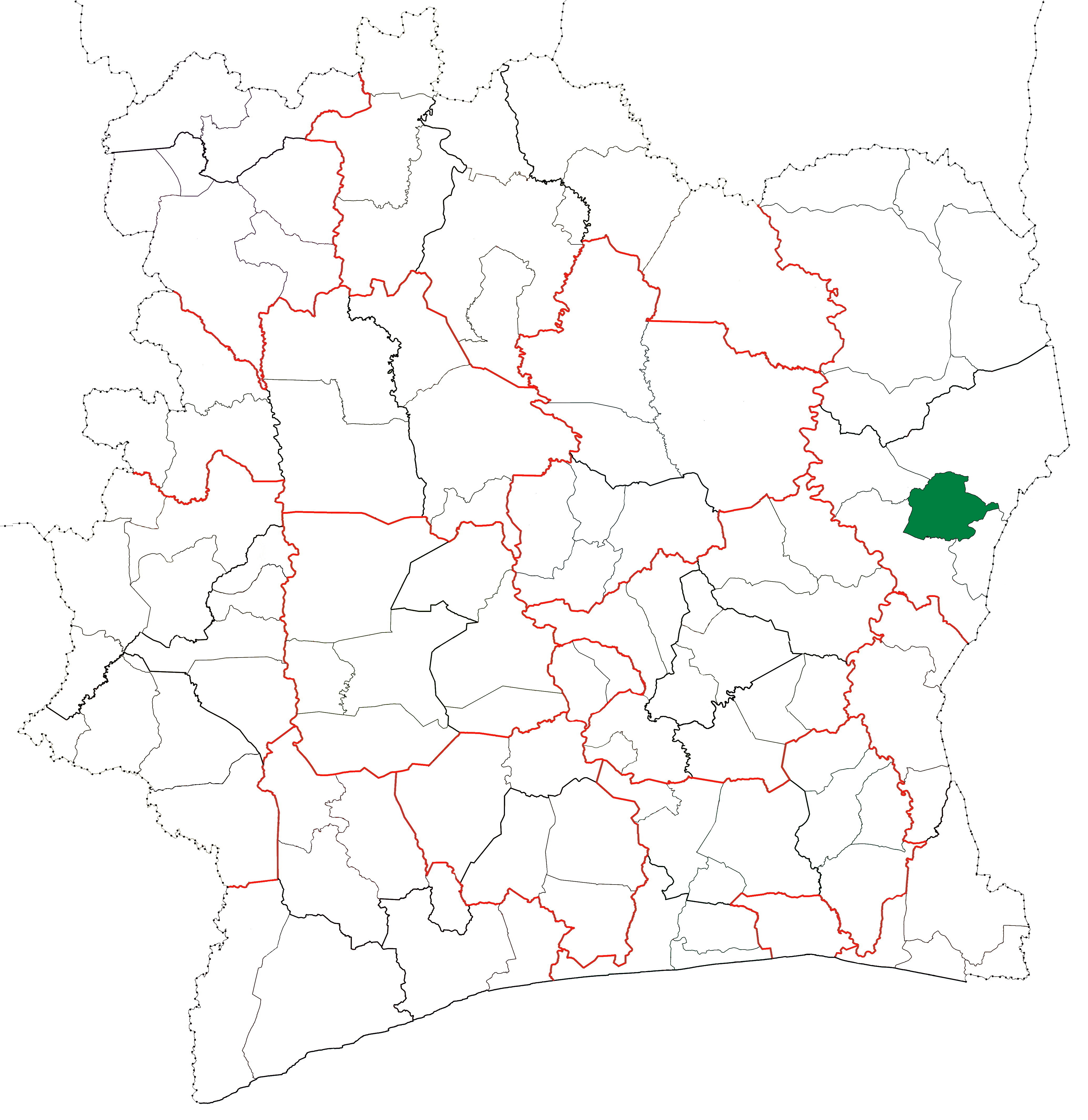

坦達省（法語：Tanda），是科特迪瓦的省份，位於該國東北部贊贊區，由貢圖戈大區負責管轄，成立於1988年，面積1,625平方公里，2014年人口77,555，人口密度每平方公里48人。